# Ponta da Mina
A Ponta da Mina é uma formação geológica costeira de São Tomé e Príncipe, localizado a Este da ilha do Príncipe. Este acidente geológico localiza-se entre a Baía de Santo Antônio e a Praia Évora.